# 설구
설구(薛歐, ? ~ 기원전 188년)는 전한 초기의 군인이다. 개국공신 서열 15위로 광평후(廣平侯)에 봉해졌다.

## 생애
사인(舍人)으로서 풍(豊) 땅에서부터 종군하여 패상(霸上)에 이르렀다. 낭중(郞中)이 되어 한나라로 들어가고, 장군이 되어 항우와 종리말을 친 공으로 고제 6년(기원전 202년) 12월 갑신일에 광평후에 봉해지고 식읍 4,500호를 받았다.
고제 원년(기원전 206년), 고제의 명령으로 장군으로서 왕흡과 함께 관문을 나가 남양군에서 독자적 세력을 이끄는 왕릉과 합류하여 패에 있는 태공과 여후를 맞아들이려 했다. 그러나 항우가 이를 듣고 양가에서 저지하게 해 더 나아가지 못했다. 고제 5년(기원전 202년), 전객이 됐다.
혜제 7년(기원전 188)에 죽으니 시호를 경(敬)이라 하였고, 작위는 아들 설산이 이었다.

## 출전
- 사마천, 『사기』 권18 고조공신후자연표(高祖功臣侯者年表)